# Euh (web-série)
Euh est une web-série de comédie créée par Brieuc de Goussencourt, Grégory Beghin, et le dessinateur Ben Dessy. Le pilote a été mis en ligne sur le site de la RTBF le 4 novembre 2014. Ce pilote a remporté le vote du public organisé par la RTBF et a décroché une enveloppe de production pour une saison complète diffusée à partir du 26 mars 2015.
La série est centrée sur Benoît (Mathieu Debaty), un mec qui ne sait pas faire de choix.

## Synopsis
Benoît (Mathieu Debaty), 28 ans, souffre d'aboulie, ce qui l'empêche de faire des choix et donc d'avancer dans la vie. Sur les conseils de son pote Jean-Marc (Grégory Beghin), il se rend à une séance de coaching de vie pour prendre sa vie en main. Là, il rencontre Sylvie (Erika Sainte), une femme dont il va tomber amoureux.

## Distribution
| Acteur           | Personnage(s)       | Saisons           |
| ---------------- | ------------------- | ----------------- |
| Mathieu Debaty   | Benoît              | Toutes (régulier) |
| Grégory Beghin   | Jean-Marc           | Toutes (régulier) |
| Erika Sainte     | Sylvie              | Toutes (régulier) |
| Alain Bellot     | Pascal              | Toutes (régulier) |
| Nathalie Uffner  | La coach            | Saison 1          |
| Christian Crahay | Maximilien Bachmann | Saison 2          |
| Marijke Pinoy    | Marijke Bachmann    | Saison 2          |
| Diouc Koma       | Yannick             | Saison 2          |

## Production
La série est née à la suite d'un appel à projets pour la web-série lancée par la cellule Webcréation & Transmédia de la RTBF et à la suite duquel cinq pilotes ont été produits avec une enveloppe de 10 000 euros chacun. Les pilotes étaient ensuite soumis au vote du public qui pouvait décider de la série qui serait produite.

### Saison 1 (2015)
La première saison, composée de neuf épisodes (10 avec le pilote), est diffusée sur le site de la RTBF et ses applications PlayStation et Smart TV à partir du 26 mars 2015. Les 10 épisodes ont également été proposés en télévision sur La Deux à partir du 22 juin 2015.

### Saison 2 (2016)
En février 2016, la RTBF annonce la commande d'une deuxième saison en co-production avec Grizzly Films et Canalplay. La saison 2 est composée de 6 épisodes d'environ 7 à 8 minutes et est mise en ligne le 5 septembre 2016.
Dans la saison 2, Benoit semble guéri de ses troubles psychologiques et est désormais en couple avec Sylvie. Son pote Pascal veut qu'il se réconcilie à Jean-Marc et va apporter une solution bien à lui : enlever le beau-père de Sylvie.

## Récompenses
- Marseille Web Fest 2015 : "Meilleure réalisation"[8]
- Marseille Web Fest 2015 : "Meilleure production"
- Liège Web Fest 2015 : "Meilleure web-série belge"
- Liège Web Fest 2015 : "Prix du public"
- Web Program Festival de Paris 2016 : "Prix de la Francophonie" (remis par l'OIF)
- WebFest Montréal 2016 : "Meilleure comédie"
- Swiss Web Fest 2016 : "Grand Prix du Jury"
- Los Angeles Web Fest 2017 : "Meilleur acteur" pour Mathieu Debaty
- Los Angeles Web Fest 2017 : "Meilleur acteur secondaire" pour Alain Bellot
- Los Angeles Web Fest 2017 : "Meilleur scénario"[9]
- WebFest Berlin 2017 : "Meilleur retour d'une série" ("Best returning series")[10]
- Rio Web Fest 2017 : "RWF International Circuit" (meilleure web-série repérée en festival)[11]